# Arsenal VG 33
Arsenal VG 33 – francuski myśliwiec z 1939 roku, zamówiony i kupiony przez Francuskie Siły Powietrzne. Niewielka liczba maszyn została dostarczona przed rozpoczęciem niemieckiej inwazji na Francję. Dalsze rozwinięcia konstrukcji VG 33 to: VG 34 do 40, VG 50 i VG 39bis. Łącznie wyprodukowano mniej niż 50 maszyn.

## Historia

### Arsenal VG 30
W 1936 roku Francuskie Siły Powietrzne złożyły zamówienie na lekki myśliwiec o konstrukcji drewnianej. Najważniejszym wymogiem była produkcja samolotu w dużych ilościach niezależnie od potrzeby surowców strategicznych. W tej sytuacji zgłoszono trzy modele samolotów: MB.700 Bloch, Caudron CR.714 i Arsenal VG 30. Projektantem Arsenal VG był Jean Gaultier. VG 30 był dolnopłatem o konstrukcji drewnianej. Samolot wykazywał duże podobieństwo od opracowanego później włoskiego myśliwca Macchi MC.202. Początkowo samolot wyposażono w silnik Potez 12DC-12, który okazał się dość wadliwy. Dlatego też zdecydowano się na pewniejszy silnik Hispano-Suiza 12Xcrs. Uzbrojenie stanowiło jedno działko wz. Hispano-Suiza HS-404  kal. 20 mm oraz 4 karabiny maszynowe wz. MAC 1934 M39 kal. 7,5 mm. Oblot prototypu nastąpił w październiku 1938 roku.

### Arsenal VG 31
Obiecujące osiągi VG 30 doprowadziły do podjęcia decyzji o dalszych pracach nad samolotem i budowie kolejnych prototypów. VG 31 różnił się od VG 30 silnikiem. W tej wersji użyto silnika Hispano-Suiza 12Y-31 o mocy 860 KM (632 kW). Pierwszy lot odbył się na początku 1939 roku.

### Arsenal VG 32
VG 32 był wyposażony w amerykański silnik chłodzony cieczą Allison V-1710C-15. Pierwszy lot odbył się na wiosnę 1940 roku.

### Arsenal VG 33
Z modelu VG 31 wypracowano nowy prototypowy samolot VG 33 do którego użyto tego samego silnika Hispano-Suiza 12Y-31. Pierwszy lot odbył się 25 kwietnia 1939 roku. Wykazał bardzo dobre właściwości lotu, a prędkość którą uzyskano wynosiła prawie 560 km/h (czyli ok. 30 km/h więcej niż samolotu Dewoitine D.520 na słabszych silnikach). Dlatego też Siły Powietrzne Francji zamówiły 220 maszyn tego typu. Wkrótce ta liczba urosła do 1000 maszyn. Produkcja podzespołów postępowała szybko (tj. kadłubów i skrzydeł). Problemem okazała się produkcja silników, która postępowała bardzo powoli. Wiele samolotów oczekiwało na silniki (np. po kampanii francuskiej aż 160 kompletnych samolotów gotowych do użycia czekały na dostarczenie silników). Liczba gotowych egzemplarzy dostarczonych do jednostek liniowych nie jest znana. Było to prawdopodobnie od 7 do 12 samolotów.

### Arsenal VG 34
Model ten został wyposażony w silniki Hispano-Suiza 12Y-45 o mocy 935 KM. Zbudowano tylko prototyp który oblatano na początku 1940 roku.

### Arsenal VG 35
Wersja ta otrzymała silnik Hispano-Suiza 12Y-51 o mocy 1000 KM. Zbudowano tylko prototyp który oblatano na początku 1940 roku.

### Arsenal VG 36
Wersja ta miała taki sam silnik jak VG 35, dodatkowo wyposażony w nowy typ chłodnicy. Zbudowano tylko prototyp który oblatano na początku 1940 roku.

### Arsenal VG 37
Wersja ta powstała tylko na papierze. Powstała na bazie VG 36.

### Arsenal VG 38
Wersja ta również nie wyszła poza deski kreślarskie. Model ten planowano wyposażyć w silniki Hispano-Suiza 12Y-77.

### Arsenal VG 39
W wersji tej poprawiono konstrukcję śmigieł przez co zwiększono aerodynamikę samolotu. Wyposażono ją także z bardzo mocne silniki Hispano-Suiza 12Y-89ter o mocy 1280 KM, które pozwoliły by rozpędzić samolot do 665 km/h. Planowano zamontować dodatkowo 2 karabiny maszynowe.

### Arsenal VG 39-bis
Rozwinięciem VG 39 był VG 39-bis który wyposażono w silnik Hispano-Suiza 12Z-17 o mocy 1600 KM. Jednakże model ten nigdy nie wszedł do produkcji.

### Arsenal VG 40
Dalszym rozwinięciem VG 39-bis był VG 40. Planowano wyposażyć go w brytyjskie silniki Rolls-Royce Merlin III.

### Arsenal VG 50
Również rozwinięcie wersji VG 39-bis. W tym przypadku planowano użyć amerykańskich silników Allison V-1710-39.